# سيلفيان فلوري
سيلفيان فلوري هو لاعب هوكي الجليد كندي، ولد في 30 أبريل 1970 في درومونفيل في كندا.

## وصلات خارجية
- سيلفيان فلوري على موقع دوري الهوكي الوطني (الإنجليزية)
- سيلفيان فلوري على موقع EliteProspects.com (الإنجليزية)
- سيلفيان فلوري على موقع HockeyDB.com (الإنجليزية)